# Скалицкий, Павол
Павол Скалицкий (словац. Pavol Skalicky; род. 9 октября 1995 года, Гелница, Словакия) — словацкий хоккеист, нападающий. Сейчас играет за клуб чешской Экстралиги «Млада Болеслав».

## Карьера

### Клубная
Павол Скалицкий родился в Гельнице, играл в юниорской команде «Спишска-Нова-Вес». В 2013 году перешёл в «Кошице» и сразу же стал чемпионом Словацкой экстралиги. В сезоне 2014/15 играл в Швеции за «Эребру». С 2015 по 2018 год выступал в КХЛ за «Слован Братислава». В 2017 и 2018 годах, когда «Слован» уже не мог попасть в плей-офф, Скалицки в конце сезона играл за клуб «Банска-Бистрица», в составе которого оба раза выигрывал чемпионат Словакии. С сезона 2018/19 играет в чешской Экстралиге за «Младу Болеслав».

### Сборная Словакии
Скалицкий является игроком сборной Словакии. В 2015 году завоевал бронзовую медаль на молодёжном чемпионате мира. С 2015 года играет за основную сборную. Участник чемпионатов мира 2016, 2017 и 2018, провёл на всех турнирах 13 игр, набрал 2 очка (1+1).

## Достижения

### Командные
Чемпион Словакии 2014, 2017 и 2018
 Бронзовый призёр молодёжного чемпионата мира 2015

## Статистика
Обновлено на начало сезона 2019/2020
Чешская экстралига — 61 игра, 28 очков (9 шайб + 19 передач)
КХЛ — 155 игр, 23 очка (12+11)
Словацкая экстралига — 110 игр, 49 очков (23+26)
Сборная Словакии — 38 игр, 7 очков (3+4)
Словацкая вторая лига — 17 игр, 12 очков (2+10)
Чемпионат Швеции — 1 игра
Всего за карьеру — 382 игры, 119 очков (49+70)